# Minhajiruns
Os Minhajiruns são um grupo indígena que hoje se identifica como crenaque, mas que no passado foram também chamados de botocudos.